# Жарковский, Евгений Эммануилович
Евге́ний Эммануи́лович Жарко́вский (30 октября (12 ноября) 1906, Киев — 18 февраля 1985, Москва) — советский композитор. Народный артист РСФСР (1981).

## Биография
Родился 12 ноября 1906 года в Киеве, в семье дантиста Менделя (Эммануила) Евсеевича Жарковского (1875—1942), из Красного Рога Мглинского уезда Черниговской губернии, и его жены Леи (Елисаветы) Яковлевны Марьямовой (1877—1942), из черниговской мещанской семьи. Родители заключили брак в Киеве 26 июня 1905 года. Мать приходилась двоюродной сестрой кинорежиссёру Э. И. Шуб. Отец в советское время работал старшим бухгалтером в Центральном коммерческом банке вплоть до эвакуации из Киева в июле 1941 года. Семья жила в Киеве на Прорезной улице, 30 (угол Владимирской), в доходном доме Брискиной.
В 1927 году окончил киевский музыкальный техникум. В 1927—1928 годах учился в Киевском музыкальном институте им. Н. В. Лы́сенко у B. B. Пухальского и Б. H. Лятошинского, а в 1929 году поступил в Ленинградскую консерваторию по классам фортепиано Л. B. Николаева и композиции M. A. Юдина и Ю. H. Тюлина. Окончил Ленинградскую консерваторию в 1934 году.
Во время обучения Евгений Жарковский работал пианистом, а затем и руководителем Ансамбля песни Ленинградского Дома Красной Армии. В 1932 году молодым композитором были написаны первые песни — «Боевая комсомольская» и «Армейские припевки». Oсновные жанры, в которых работает композитор, — оперетта и песня. Много песен в довоенные годы было написано при сотрудничестве с музыкальными коллективами Л. Утёсова.
В годы Великой Отечественной войны Жарковский служит офицером на Северном флоте. За это время композитор сочинил около 100 песен, поистине ставших хроникой военных событий. Большая часть их была посвящена советским морякам. Особую популярность обрела песня на стихи Николая Букина «Прощайте, скалистые горы».
После войны Е. Жарковский пишет ряд инструментальных произведений, работает в жанре музыкальной комедии, сочиняет музыку к кинофильмам. Среди послевоенных песен композитора — «Ласточка-касаточка», «Женька», «Талисман» и многие другие.

Могила Жарковского ЕЭ.

Скончался Е. Э. Жарковский 18 февраля 1985 года, похоронен в Москве на Кунцевском кладбище (новая территория, 10 участок).

## Семья
- Младшая сестра — Маргарита Эммануиловна Золотаревская (1909—1989) — была замужем за писателем-сатириком Исааком Яковлевичем Золотаревским (1906—1973), постоянным автором дуэта Тарапунька и Штепсель и других мастеров разговорного жанра[12].
- Вторая жена (с 1952 года) — Светлана Николаевна Михайловская (1928—2019); дочь — Елизавета[13].
- Дядя (брат отца) — оперный певец (бас-баритон) Аркадий Евсеевич Жарковский[14].
- Двоюродные братья — журналист и писатель Александр Моисеевич Марьямов, заведующий отделом журнала «Новый мир»; актёр Михаил Аркадьевич Жарковский, директор Московского драматического театра имени К. С. Станиславского (1968—1985).

## Награды и премии
- Орден Красной Звезды[15]
- Народный артист РСФСР (1981)
- Заслуженный деятель искусств РСФСР (1968).

## Творчество

#### Сочинения
- концерт для фортепиано c оркестром, 1936
- опера Пожар, Mосковский театp миниатюр, 1939
- Mатросская сюита для духового оркестра, 1947
- кантата Hеразлучные друзья для солистов, детского xopa и оркестра, 1971
- оперетты:
  - Eё герой, 1940
  - Mорской узел, Mосковский театp оперетты, 1945
  - Дорогая моя девчонка, Ленинградский театp музыкальной комедии, 1957
  - Mост неизвестен, там же, 1959
  - Чудо в Oреховке, там же, 1966
  - Пионер-99, Xарьковский театp музыкальной комедии, 1969
  - Золотое веретено, 1981
- вокальный цикл Песни o человечестве, 1960—1961
- музыка для кинематографа:
  - Юность, 1937
  - «Чудесный светофор» (мультфильм), 1938
  - Король бубен, 1958
  - Упрямая девчонка, 1963

#### Наиболее известные песни
- А в море ходят капитаны (А. Говоров), исп. Валентин Ермаков
- Баллада о неизвестном моряке (В. Винников), исп. Леонид Утёсов
- Баллада о танке (Ю. Каменецкий и М. Кравчук), исп. Кр. АПП, солист А. Сергеев
- Безымянные глубины (М. Рейтман), исп. Валерий Шишковский
- Белые руки берёз (И. Лебедовская), исп. Вокальный квартет «Улыбка»
- Белым-бело (Э. Михайлов), исп. Владимир Трошин
- Бубенцы звенят, играют (Л. Квитко, пер. Е. Благининой), исп. Леонид Утёсов
- Будет радуга (В. Лазарев), исп. Людмила Зыкина
- Бушует полярное море (Д. Алтаузен), исп. Виктор Селиванов, Владимир Бунчиков
- В Москву нельзя не влюбиться (М. Лаписова), исп. Иосиф Кобзон
- В парке старинном (В. Винников, В. Крахт), исп. Изабелла Юрьева, Владимир Бунчиков, Юрий Богатиков
- Верная тропинка (В. Харитонов), исп. Валентин Будилин
- Ветерок (Д. Терещенко), исп. Вера Красовицкая
- Возле сада-палисада (Я. Шведов), исп. Иван Шмелёв
- Второго нет такого города (С. Бенке), исп. Инна Таланова
- Давай помолчим (В. Лазарев), исп. Клавдия Шульженко
- Два болельщика (О. Фадеева), исп. Леонид и Эдит Утёсовы
- Девушка-подружка (Л. Куксо), исп. сёстры Шмелёвы
- Десять дочерей (Л. Квитко), исп. Леонид Утёсов
- Донецкие ночи (Н. Упеник, Л. Титова), исп. Евгений Беляев
- Дороги (В. Харитонов), исп. Алла Иошпе
- Дорогой человек (В. Петров), исп. Клавдия Шульженко
- Достойные славы (Г. Намлегин), исп. Пётр Киричек
- Есть ли память у любви (В. Лазарев), исп. Геннадий Белов
- Женька (К. Ваншенкин), исп. Нина Исакова, Людмила Зыкина
- Звёздная колыбельная (Г. Ходосов), исп. Раиса Неменова
- Золотая свадьба (М. Райтман), исп. Юрий Богатиков
- Карнавальная флотская (О. Высотская, Я. Сашин), исп. Георгий Виноградов
- Когда мы в море уходили (В. Драгунский), исп. Леонид Утёсов, Владимир Нечаев
- Комиссары (М. Матусовский), исп. Анатолий Мокренко, Владислав Коннов
- Костёр (Д. Седых), исп. Владимир Трошин
- Которым двадцать лет (О. Фадеева), исп. Владимир Трошин
- Крылатые парни России (В. Гольцов), исп. Сергей Яковенко
- Ласточка-касаточка (О. Колычев), исп. Леонид Утёсов, Кр. АПП, солист О. Разумовский
- Матросы поют о Москве (Б. Дворный), исп. Валентин Будилин
- Мой лучший друг (Е. Жарковский), исп. Раиса Неменова
- Мой сын (Е. Долматовский), исп. Леонид Утёсов
- Морская невеста (В. Лазарев), исп. Валентина Толкунова
- Морская память (К. Ваншенкин), исп. Лев Лещенко
- Московская метель (В. Лазарев), исп. Светлана Резанова
- На торпедных катерах (С. Алымов), исп. Иван Бурлак
- Не зажигай огня (А. Поперечный), исп. Майя Кристалинская
- Немножко о себе (Д. Седых), исп. Клавдия Шульженко
- Неудачник (А. Рязанкин), исп. П. Давыдов
- О’кей (Я. Родионов), исп. Владимир Трошин
- Ох, месяц, месяц (Д. Седых), исп. ВК «Советская песня»
- Песенка про весёлого туриста (С. Михалков), исп. БДХ п/у В. Попова
- Песня о моей России (Э. Михайлов), исп. Людмила Зыкина
- Песня о моём солдате (М. Агашина), исп. Людмила Зыкина
- Песня об океане (Р. Рождественский), исп. Юрий Богатиков, Инна и Евгений Талановы
- Песня об эсминце «Гремящий» (Е. Иващенко), исп. АПП СФ
- Песня подводников (М. Рейтман), исп. Валентин Будилин
- Песня футболиста (Д. Самойлов), исп. Виктор Селиванов, Юрий Хочинский
- Песня юных мичуринцев (Д. Самойлов), исп. детский хор ЦДКЖ
- Песня юных спортсменов (В. Викторов), исп. БДХ п/у В. Попова
- Пионерская клятва (С. Богомазов), исп. детский хор ЦДКЖ
- Письмо в заполярье (Д. Седых), исп. Тамара Кравцова
- Письмо пограничникам (О. Высотская), исп. Т. Антоненко
- Подруга моряка (Б. Сибиряков), исп. Эрика Барон
- По-над Суджею-рекою (И. Сельвинский), исп. Владимир Тютюнник, Валентина Толкунова
- Посмотри, посмотри (В. Винников), исп. Эдит Утёсова
- Прощайте, скалистые горы (Н. Букин), исп. Владимир Бунчиков, Владимир Попков, Евгений Нестеренко, Евгений Кибкало, Леонид Кострица, Людмила Зыкина, Николай Кондратюк, Пётр Киричек, Сергей Яковенко, Юрий Богатиков, Юрий Гуляев, Кр. АПП, солист Борис Жайворонок, БДХ п/у В. Попова, сол. Серёжа Парамонов
- Раз два три четыре пять[16] (сл. А. Покровского)
- Родные берега (Н. Лабковский), исп. Леонид Утёсов, Юрий Хочинский
- Ромашка (Б. Брянский и Л. Куксо), исп. А. Матюшина
- Санитарка (Ю. Полухин), исп. А. Розум и М. Мальцева
- Свежий ветер (Б. Дворный), исп. Детский хор ЦДДЖ
- Сверстницы (Ю. Друнина), исп. Инна Таланова
- Синеглазая морячка (Н. Флёров), исп. Леонид и Эдит Утёсовы
- Снежок (Б. Турганов), исп. Эдит Утёсова
- Стальная магистраль (М. Владимов), исп. Владислав Коннов
- Счастливая станица (В. Винников), исп. Леонид Утёсов
- Талисман (М. Танич), исп. Владимир Трошин
- Танго у полустанка (А. Поперечный), исп. Клавдия Шульженко
- Тирилим-бом-бом (Е. Чеповецкий), исп. БДХ п/у В. Попова, сол. Серёжа Парамонов
- Трёхрядка (Я. Шведов), исп. Иван Шмелёв, Леонид и Эдит Утёсовы, Юрий Хочинский
- Физкульт-привет (Я. Халецкий), исп. БДХ п/у В. Попова
- Фотограф в зоопарке (Я. Сашин), исп. БДХ п/у В. Попова, сол. Серёжа Парамонов
- Чапай остался жив (М. Владимов), исп. БДХ п/у В. Попова
- Черноморочка (П. Панченко), исп. Эдит Утёсова, Раиса Неменова
- Черноморская (В. Журавлёв), исп. Владимир Бунчиков и Владимир Нечаев
- Шли бойцы (М. Лапиров), исп. Владимир Бунчиков и Владимир Нечаев
- Щеглёнок (О. Фадеева), исп. БДХ п/у В. Попова